# Alpha Phi Alpha
Alpha Phi Alpha Fraternity, Inc. (ΑΦΑ) é a primeira fraternidade afro-americana dos Estados Unidos. Inicialmente era um clube de literatura e estudos sociais organizado durante o ano letivo de 1905–1906 da Universidade Cornell, porém o clube evoluiu e se tornou uma fraternidade, fundada oficialmente em 4 de dezembro de 1906. Ela tem como seu simbolo um ícone do Egito Antigo, a Grande Esfinge de Gizé. Os seu lema é "Primeiros de todos, Servos de Todos, Nós devemos transcendemos todos". Os seus arquivos estão preservados no Moorland-Spingarn Research Center.